# Satinder Kumar Vij
Satinder Kumar Vij je indijski znanstvenik. Bivši je dekan Odjela za slavenske i ugrofinske studije. 
Kad je Satinder Kumar Vij bio dekanom na Delhijskom sveučilištu, na tom je sveučilištu otvoren lektorat hrvatskog jezika.
Prevoditelj je hrvatskih književnih djela i antologija. Na hindski je jezik preveo antologiju U ovom strašnom času. Prijevod je objavljen 2004. godine.